# 克羅宗迪福戈里達山
46°10′07″N 10°35′44″E / 46.16872°N 10.5955°E
克羅宗迪福戈里達山（義大利語：Crozzon di Folgorida），是意大利的山峰，位於該國北部，由特倫蒂諾-上阿迪傑大區負責管轄，屬於阿達梅洛-普雷薩內拉阿爾卑斯山脈的一部分，海拔高度3,075米，每年平均降雨量1,357毫米。